# كليف باركر (كرة سلة)
كليف باركر (بالإنجليزية: Cliff Barker)‏ مواليد 15 يناير 1921 في إنديانا - الوفاة 17 مارس 1998، كان لاعب كرة سلة أمريكي بدأ مسيرته الاحترافية في سنة 1949 ويحمل الرقم 10. يبلغ طوله 6 قدم 2 بوصة (1.9 م). اعتزل اللعب في 1952.

## الميداليات
| الميدالية | المسابقة                       |
| --------- | ------------------------------ |
| ذهبية     | الألعاب الأولمبية الصيفية 1948 |

## روابط خارجية
- كليف باركر على موقع الاتحاد الدولي لكرة السلة (الإنجليزية)
- كليف باركر على موقع إن بي أي (الإنجليزية)
- كليف باركر على موقع سبورتس رفرنس (الإنجليزية)
- كليف باركر على موقع كلية كرة السلة في سبورتس رفرنس.كوم (الإنجليزية)
- كليف باركر على موقع ريلجم (الإنجليزية)
- كليف باركر على موقع بروبوليرز (الإنجليزية)
- كليف باركر على موقع سبورتس رفرنس (الإنجليزية)
- كليف باركر على موقع سبورتس رفرنس (الإنجليزية)
- كليف باركر على موقع أوليمبيديا (الإنجليزية)